# 李明德 (演员)
李明德（1996年12月29日—），男，汉族，山东青岛人，中国大陆演员。

## 生平
李明德5岁开始跟随父母来到郑州生活，中学就读于郑州市第四十四中学（2014届），高二进入学校新组建的空乘特长班就读，2015年艺考，李明德取得了中央戏剧学院（话剧影视表演双学位班第19名），上海戏剧学院（男生第24名）、北京电影学院（第24名）等多所艺术院校的合格证，最终进入北京电影学院表演系本科班就读，大一大二就读于15级本科2班（戏剧方向），大三开始转入影视班就读（15级表本1班）。
2018年11月，与侯明昊主演青春校园网络剧《人不彪悍枉少年》，这也是他的首部影视作品。2019年3月，拍攝改编自路寒同名人气小说的都市奇幻剧《蓬萊間》；同年7月，出演青春励志电视剧《亲爱的，热爱的》，饰演活泼可爱的少年“97”  ；8月，主演爱情治愈轻喜网络剧《好想和你在一起》；11月30日，主演的《如此可爱的我们》开机。2020年7月31日，網劇《如此可爱的我们》在愛奇藝播出。
2025年1月4日在微博開轟《三人行》劇組以及演員馬天宇發生在拍戲過程合作不愉快事件經過進而解約，之後並於2025年1月9日再度在微博發文自己已不是『明星』身分，表示全面退出娛樂圈。

## 事件
2025年2月11日凌晨，网络爆出多张聊天记录截图，称李明德醉酒后砸坏一男子的车，并拒绝赔偿。在接受警方讯问时，李明德态度恶劣。2月13日，北京市朝阳区公安分局通报，李明德因酒后砸车被警方刑事拘留。

## 影視作品

### 電視劇／網路劇
| 首播   | 剧名                   | 角色       | 备注               |
| 2018年 | 《人不彪悍枉少年 》    | 司徒二条   |                    |
| 2019年 | 《亲爱的，热爱的》     | 令山（97） |                    |
| 2020年 | 《蓬萊間》             | 阿         | 網路劇             |
| 2020年 | 《如此可爱的我们》     | 谈宋       | 網路劇             |
| 2020年 | 《好想和你在一起》     | 纪思齐     | 網路劇             |
| 2021年 | 《我的時代，你的時代》 | 令山（97） |                    |
| 2022年 | 《追光者》             | 周明明     |                    |
| 2023年 | 《玉骨遥》             | 重明       | 網路劇             |
| 2023年 | 《我和我爸的十七岁》   | 江宇       | 網路劇             |
| 2023年 | 《鸣龙少年》           | 沈耀       |                    |
| 2024年 | 《末代厨娘》           | 溥仪       | 2019年拍攝         |
| 待播   | 《偷走他的心》         |            |                    |
| 待播   | 《少年巡抚》           | 贾宝荣     | 網路劇，2020年拍攝 |

## 外部連結
- 李明德的新浪微博